# Saint-Julien-le-Châtel
Saint-Julien-le-Châtel ist eine Gemeinde im Zentralmassiv in Frankreich. Sie gehört zur Region Nouvelle-Aquitaine, zum Département Creuse, zum Arrondissement Aubusson und zum Kanton Gouzon. Sie grenzt im Nordwesten an Pierrefitte, im Norden an Saint-Loup, im Osten an Le Chauchet, im Süden an Peyrat-la-Nonière und im Westen an Saint-Chabrais. Im Nordwesten der Gemeindegemarkung liegt ein See namens Étang de Pinaud.

## Bevölkerungsentwicklung
| Jahr      | 1962 | 1968 | 1975 | 1982 | 1990 | 1999 | 2008 | 2018 |
| --------- | ---- | ---- | ---- | ---- | ---- | ---- | ---- | ---- |
| Einwohner | 286  | 279  | 246  | 190  | 174  | 172  | 168  | 141  |